# 灰頜磨塘鱧
灰頜磨塘鱧（学名：Trimma annosum）为鰕虎科磨塘鱧屬下的一个种。